# 维尔德贝格 (梅克伦堡-前波美拉尼亚州)
维尔德贝格（德語：Wildberg）是德国梅克伦堡-前波美拉尼亚州的市镇，隶属于梅克伦堡湖区县，总面积为22.37平方千米，截至2020年总人口为487人。